# Dmitri Wiktorowitsch Satonski
Dmitri Wiktorowitsch Satonski (russisch Дмитрий Викторович Затонский; * 30. März 1971 in Nowosibirsk, Russische SFSR) ist ein ehemaliger russischer Eishockeyspieler, der in seiner aktiven Zeit von 1993 bis 2007 für unter anderem für HK Lada Toljatti, HK Sibir Nowosibirsk, HK Awangard Omsk und Salawat Julajew Ufa in der russischen Superliga gespielt hat.  

## Karriere
Dmitri Satonski begann seine Karriere als Eishockeyspieler in der Saison 1993/94 in der russischen Superliga beim HK Lada Toljatti, mit dem er in seinem Rookiejahr auf Anhieb GUS-Meister wurde. Nach dem Erfolg verließ er den Verein und unterschrieb bei deren Ligarivalen HK Sibir Nowosibirsk, für den er die folgenden drei Jahre auf dem Eis stand. Von 1997 bis 2006 spielte der Angreifer für den HK Awangard Omsk, mit dem er 2001 und 2006 jeweils Vizemeister sowie in der Saison 2003/04 Russischer Meister wurde. Auf europäischer Ebene gewann der Linksschütze mit Awangard Omsk 2005 den IIHF European Champions Cup, nachdem man im Finale Kärpät Oulu aus der finnischen SM-liiga besiegt hatte. In der Saison 2004/05 war der Flügelspieler zudem mit 23 Toren der beste Torschütze in der Hauptrunde der Superliga. Seine Laufbahn beendete Satonski nach der Saison 2006/07 bei Salawat Julajew Ufa, für die er nur noch zweimal in der Superliga auf dem Eis stand. Zudem kam er in seiner letzten Spielzeit auf vier Einsätze in deren zweiter Mannschaft in der drittklassigen Perwaja Liga.

### International
Für Russland nahm Satonski an der Weltmeisterschaft 2002 teil, bei der er mit seiner Mannschaft den   zweiten Platz belegte.

## Erfolge und Auszeichnungen
- 1994 GUS-Meister mit dem HK Lada Toljatti
- 2001 Russischer Vizemeister mit dem HK Awangard Omsk
- 2002 Silbermedaille bei der Weltmeisterschaft
- 2004 Russischer Meister mit dem HK Awangard Omsk
- 2005 IIHF-European-Champions-Cup-Gewinn mit dem HK Awangard Omsk
- 2005 Bester Torschütze der Superliga
- 2006 Russischer Vizemeister mit dem HK Awangard Omsk